# MC Hammer
Stanley Kirk Burrell, bedre kendt som MC Hammer (født 30. marts 1962) er en rapper fra USA.
Han slog igennem med radiohittet "U Can't Touch This" fra albummet "Please hammer don't hurt 'em".

## Diskografi
- Let's get it started (1988)
- Please hammer don't hurt 'em (1989)
- Here comes the hammer (1990)
- Too legit to quit (1991)
- Inside out (1995)